# Davide Fadani
Davide Fadani (Milano, 3 febbraio 2001) è un hockeista su ghiaccio italiano, milita come portiere nei Kloten Flyers, squadra della National League, e nella Nazionale italiana.